# Gold Cup 1996
Navigation
Mexique-États-Unis 1993 États-Unis 1998
La Gold Cup 1996 est un tournoi de football qui s'est tenu aux États-Unis, et plus précisément en Californie, du 10 au 21 janvier 1996.

## Équipes participantes
Amérique du Nord, qualification d'office :
- États-Unis (pays organisateur)
- Mexique
- Canada

Amérique centrale, qualification par le biais de la Coupe d'Amérique centrale 1995 :
- Honduras - vainqueur
- Guatemala - deuxième
- Salvador - troisième

Caraïbes, qualification par le biais de la Coupe de la Caraïbe 1995 :
- Trinité-et-Tobago - vainqueur
- Saint-Vincent-et-les-Grenadines - finaliste

Invité :
- Brésil (ce sont les - de 23 ans qui représentent le Brésil)

## Les stades
La Gold Cup 1996 se joue dans 3 stades de Californie :
| Los Angeles       | Anaheim                    | San Diego           |
| ----------------- | -------------------------- | ------------------- |
| Memorial Coliseum | Edison International Field | Jack Murphy Stadium |
| Capacité : 93 607 | Capacité : 65 158          | Capacité : 70 561   |
|                   |                            |                     |

## Les arbitres
Voici les arbitres qui vont officier lors de la compétition :
- Benito Archundia
- Esfandiar Baharmast
- Ronald Gutierrez
- René Parra
- Peter Prendergast
- Ramesh Ramdhan
- Argelio Sabillón

## Premier tour

### Groupe A
|   | Équipe                          | Pts | J | G | N | P | BP | BC | Diff |
| - | ------------------------------- | --- | - | - | - | - | -- | -- | ---- |
| 1 | Mexique                         | 6   | 2 | 2 | 0 | 0 | 6  | 0  | +6   |
| 2 | Guatemala                       | 3   | 2 | 1 | 0 | 1 | 3  | 1  | +2   |
| 3 | Saint-Vincent-et-les-Grenadines | 0   | 2 | 0 | 0 | 2 | 0  | 8  | -8   |

| 11 janvier | Mexique   | 5 | 0 | Saint-Vincent-et-les-Grenadines |
| 14 janvier | Mexique   | 1 | 0 | Guatemala                       |
| 16 janvier | Guatemala | 3 | 0 | Saint-Vincent-et-les-Grenadines |

| 11 janvier 1996 | Mexique                                              | 5 - 0 | Saint-Vincent-et-les-Grenadines | Jack Murphy Stadium, San Diego                       |                                                      |
|                 | L. García 29e, 37e · Peláez 70e, 90e · A. García 80e |       |                                 | Spectateurs : 15 352 Arbitrage : Esfandiar Baharmast | Spectateurs : 15 352 Arbitrage : Esfandiar Baharmast |

| 14 janvier 1996 | Mexique  | 1 - 0 | Guatemala | Jack Murphy Stadium, San Diego                    |                                                   |
|                 | Rizo 89e |       |           | Spectateurs : 32 571 Arbitrage : Ronald Gutierrez | Spectateurs : 32 571 Arbitrage : Ronald Gutierrez |

| 16 janvier 1996 | Guatemala                             | 3 - 0 | Saint-Vincent-et-les-Grenadines | Edison International Field, Anaheim                |                                                    |
|                 | Funes 28e · Westphal 42e · Machón 45e |       |                                 | Spectateurs : 52 345 Arbitrage : Peter Prendergast | Spectateurs : 52 345 Arbitrage : Peter Prendergast |

### Groupe B
|   | Équipe   | Pts | J | G | N | P | BP | BC | Diff |
| - | -------- | --- | - | - | - | - | -- | -- | ---- |
| 1 | Brésil   | 6   | 2 | 2 | 0 | 0 | 9  | 1  | +8   |
| 2 | Canada   | 3   | 2 | 1 | 0 | 1 | 4  | 5  | -1   |
| 3 | Honduras | 0   | 2 | 0 | 0 | 2 | 1  | 8  | -7   |

| 10 janvier | Canada | 3 | 1 | Honduras |
| 12 janvier | Brésil | 4 | 1 | Canada   |
| 14 janvier | Brésil | 5 | 0 | Honduras |

| 10 janvier 1996 | Canada                         | 3 - 1 | Honduras   | Edison International Field, Anaheim                |                                                    |
|                 | Corazzin 7e · Holness 27e, 60e |       | Carson 40e | Spectateurs : 27 125 Arbitrage : Peter Prendergast | Spectateurs : 27 125 Arbitrage : Peter Prendergast |

| 12 janvier 1996 | Brésil                                            | 4 - 1 | Canada        | Coliseum, Los Angeles                            |                                                  |
|                 | André Luiz 3e · Caio 7e · Sávio 14e · Leandro 86e |       | Radzinski 66e | Spectateurs : 8 234 Arbitrage : Ronald Gutierrez | Spectateurs : 8 234 Arbitrage : Ronald Gutierrez |

| 14 janvier 1996 | Brésil                                      | 5 - 0 | Honduras | Coliseum, Los Angeles                             |                                                   |
|                 | Caio 9e, 81e · Jamelli 31e, 61e · Sávio 80e |       |          | Spectateurs : 20 708 Arbitrage : Benito Archundia | Spectateurs : 20 708 Arbitrage : Benito Archundia |

### Groupe C
|   | Équipe            | Pts | J | G | N | P | BP | BC | Diff |
| - | ----------------- | --- | - | - | - | - | -- | -- | ---- |
| 1 | États-Unis        | 6   | 2 | 2 | 0 | 0 | 5  | 2  | +3   |
| 2 | Salvador          | 3   | 2 | 1 | 0 | 1 | 3  | 4  | -1   |
| 3 | Trinité-et-Tobago | 0   | 2 | 0 | 0 | 2 | 4  | 6  | -2   |

| 10 janvier | Salvador   | 3 | 2 | Trinité-et-Tobago |
| 13 janvier | États-Unis | 3 | 2 | Trinité-et-Tobago |
| 16 janvier | États-Unis | 2 | 0 | Salvador          |

| 10 janvier 1996 | Salvador                                 | 3 - 2 | Trinité-et-Tobago | Edison International Field, Anaheim               |                                                   |
|                 | Díaz Arce 34e, 72e (pen.) · Cerritos 50e |       | Latapy 59e, 64e   | Spectateurs : 27 125 Arbitrage : Benito Archundia | Spectateurs : 27 125 Arbitrage : Benito Archundia |

| 13 janvier 1996 | États-Unis                   | 3 - 2 | Trinité-et-Tobago | Edison International Field, Anaheim               |                                                   |
|                 | Wynalda 15e, 34e · Moore 53e |       | Dwarika 6e, 43e   | Spectateurs : 12 425 Arbitrage : Argelio Sabillón | Spectateurs : 12 425 Arbitrage : Argelio Sabillón |

| 16 janvier 1996 | États-Unis               | 2 - 0 | Salvador | Edison International Field, Anaheim             |                                                 |
|                 | Wynalda 64e · Balboa 75e |       |          | Spectateurs : 52 345 Arbitrage : Ramesh Ramdhan | Spectateurs : 52 345 Arbitrage : Ramesh Ramdhan |

### Meilleur deuxième
Le deuxième de poule qui a obtenu le meilleur résultat accompagne les trois vainqueurs de poule en demi-finales. Afin de sélectionner la quatrième équipe qualifiée pour le dernier carré, un classement comparatif des seconds de groupe est effectué :
|   | Équipe    | Pts | J | G | N | P | BP | BC | Diff |
| - | --------- | --- | - | - | - | - | -- | -- | ---- |
| 1 | Guatemala | 3   | 2 | 1 | 0 | 1 | 3  | 1  | +2   |
| 2 | Canada    | 3   | 2 | 1 | 0 | 1 | 4  | 5  | -1   |
| 3 | Salvador  | 3   | 2 | 1 | 0 | 1 | 3  | 4  | -1   |

## Tableau final
|  | Demi-finales                  | Demi-finales                  |                        |   | Finale                        | Finale                        |
|  | Demi-finales                  | Demi-finales                  |                        |   | Finale                        | Finale                        |
|  |                               |                               |                        |   |                               |                               |
|  | 18 janvier 1996 / Los Angeles | 18 janvier 1996 / Los Angeles |                        |   | 21 janvier 1996 / Los Angeles | 21 janvier 1996 / Los Angeles |
|  | 18 janvier 1996 / Los Angeles | 18 janvier 1996 / Los Angeles |                        |   | 21 janvier 1996 / Los Angeles | 21 janvier 1996 / Los Angeles |
|  | Brésil                        | 1                             |                        |   | 21 janvier 1996 / Los Angeles | 21 janvier 1996 / Los Angeles |
|  | Brésil                        | 1                             |                        |   | 21 janvier 1996 / Los Angeles | 21 janvier 1996 / Los Angeles |
|  | États-Unis                    | 0                             |                        |   | 21 janvier 1996 / Los Angeles | 21 janvier 1996 / Los Angeles |
|  | États-Unis                    | 0                             | Brésil                 | 0 |                               |                               |
|  | 19 janvier 1996 / San Diego   |                               | Brésil                 | 0 |                               |                               |
|  |                               | Mexique                       | 2                      |   |                               |                               |
|  | Mexique                       | Mexique                       | 2                      | 1 |                               |                               |
|  | Mexique                       |                               |                        | 1 |                               |                               |
|  | Guatemala                     | 0                             |                        |   |                               |                               |
|  | Guatemala                     | 0                             | Match pour la 3e place |   |                               |                               |
|  |                               |                               |                        |   |                               |                               |
|  | 21 janvier 1996 / Los Angeles |                               |                        |   |                               |                               |
|  |                               |                               |                        |   |                               |                               |
|  | États-Unis                    | 3                             |                        |   |                               |                               |
|  | États-Unis                    | 3                             |                        |   |                               |                               |
|  | Guatemala                     | 0                             |                        |   |                               |                               |
|  | Guatemala                     | 0                             |                        |   |                               |                               |

### Demi-finales
| 18 janvier 1996                   | Brésil    | 1 - 0 | États-Unis | Coliseum, Los Angeles                             |                                                   |
| 18:00 · Historique des rencontres | Sávio 79e |       |            | Spectateurs : 22 038 Arbitrage : Benito Archundia | Spectateurs : 22 038 Arbitrage : Benito Archundia |

| 19 janvier 1996 | Mexique    | 1 - 0 | Guatemala | Jack Murphy Stadium, San Diego                       |                                                      |
|                 | Blanco 64e |       |           | Spectateurs : 42 221 Arbitrage : Esfandiar Baharmast | Spectateurs : 42 221 Arbitrage : Esfandiar Baharmast |

### Match pour la troisième place
| 21 janvier 1996 | États-Unis                             | 3 - 0 | Guatemala | Coliseum, Los Angeles                       |                                             |
| 14:00           | Wynalda 34e · Agoos 37e · Kirovski 87e |       |           | Spectateurs : 88 155 Arbitrage : René Parra | Spectateurs : 88 155 Arbitrage : René Parra |

### Finale
| Entraîneur :     |
| Bora Milutinović |

| Entraîneur :  |
| Mário Zagallo |

| Entraîneur :     |
| Bora Milutinović |

| Entraîneur :  |
| Mário Zagallo |

## Récompenses

### Meilleurs buteurs
4 buts :
- Eric Wynalda

3 buts :
- Caio
- Sávio
- Luis García Postigo

2 buts :
- Jamelli
- Kevin Holness
- Raúl Díaz Arce
- Ricardo Peláez
- Cuauhtémoc Blanco
- Arnold Dwarika
- Russell Latapy

### Meilleur joueur
Raul Rodrigo Lara